# Elizardo Sánchez
Elizardo Sánchez Santa Cruz-Pacheco (Santiago de Cuba, 29 de junio de 1944) es un exprofesor de filosofía de la Universidad de La Habana, es presidente de la Comisión Cubana de Derechos Humanos y Reconciliación Nacional (CCDHRN), un "mundialmente respetado grupo local de derechos humanos", tal y como la ha definido la Organización Human Rights Watch en sus informes anuales, siendo él a título personal calificado como "líder de derechos humanos", como lo menciona la ONU, o calificado dentro de los "Human Rights Defenders" a nivel mundial, y fuente de organizaciones tan prestigiosas como Amnistía Internacional, Human Rights Watch o la propia Organización de las Naciones Unidas, de la que Cuba es miembro.
La Comisión Cubana de Derechos Humanos y Reconciliación Nacional (CCDHRN), creada en 1987 por Elizardo Sánchez, ha obtenido el premio Human Rights Watch en 1991 y el Premio de los Derechos Humanos de la República francesa en 1996.
Es miembro del consejo coordinador de la Unión Patriótica de Cuba (UNPACU). Eminente disidente y activista por los derechos humanos en Cuba, ha sido declarado numerosas veces prisionero de conciencia, ya desde 1989.
Una de los mayores logros de Elizardo Sánchez, desde hace más de 30 años en la reciente historia de Cuba, lo constituye el haber sido la referencia a nivel mundial para organizaciones de derechos humanos y para los medios de difusión e información sobre el estado de los derechos humanos en la isla y la situación de los prisioneros de conciencia. Por esto, Elizardo aparece como una de las fuentes en numerosos trabajos internacionales de Amnistía Internacional, Human Rights Watch, ONU y otras organizaciones y medios de prensa.

## Historia
Según consta el informe de Amnistía Internacional, "Elizardo Sánchez fue detenido en abril de 1980 y condenado a seis años de cárcel, acusado supuestamente de 'propaganda enemiga'. Fue puesto en libertad el 29 de diciembre de 1985. Fue detenido de nuevo, junto con otros dos miembros de la CCDHRN, en septiembre de 1986 y encarcelado sin acusación formal ni juicio previo hasta que fue puesto en libertad en mayo de 1987". El 6 de agosto de 1989 "según los informes recibidos por Amnistía Internacional, unos 20 agentes de seguridad del Estado llegaron al domicilio de Elizardo Sánchez a las 5 de la madrugada y registraron el lugar, que incluye las oficinas de la CCDHRN, durante tres horas antes de detener a Elizardo Sánchez y confiscar documentos y material de la Comisión. Al parecer, los agentes de seguridad le dijeron a la familia de Elizardo Sánchez que iban a llevárselo para "interrogarle". Amnistía Internacional, que desde la fecha reporta todas las detenciones de Elizardo Sánchez, afirmaba en un informe posterior: "Según informes recibidos de Cuba, Elizardo Sánchez, Hiram Abi Cobas Núñez y Hubert Jerez Mariño fueron trasladados a la prisión de Combinado del Este, La Habana, el 13 de septiembre [de 1989].... En aplicación del Artículo 115 del Código Penal de Cuba, los tres fueron acusados de "difundir noticias falsas con el propósito de poner en peligro el prestigio o el crédito del Estado Cubano", según parece a consecuencia de entrevistas que concedieron a corresponsales de prensa extranjeros sobre el juicio de Arnaldo Ochoa Sánchez y otras personas, ejecutados el 13 de julio de 1989. Amnistía Internacional considera que los tres Elizardo Sánchez, Hiram Abi Cobas Núñez y Hubert Jerez Mariño son presos de conciencia encarcelados únicamente por sus actividades en defensa de los derechos humanos."
El 17 de noviembre de 1989 se celebró el juicio del profesor Elizardo Sánchez Santa Cruz, Hiram Abi Cobas Nuñez y Hubert Jerez Marino. Los tres fueron declarados culpables, en aplicación del artículo 115 del Código Penal cubano, de "difundir noticias falsas con el propósito de poner en peligro el prestigio o el crédito del Estado cubano". Elizardo Sánchez Santa Cruz fue condenado a dos años de prisión y mantenido como prisionero de conciencia por Amnistía Internacional.
Sobre todo este asunto, la Comisión de Derechos Humanos de las Naciones Unidas, en su 46 período de sesiones, se expresó de la siguiente manera en su informe final: "El 6 de agosto de 1989, Elizardo Sánchez, un líder de derechos humanos, fue detenido por "diseminar noticias falsas". El verdadero delito de Elizardo fue hablar con periodistas extranjeros sobre el juicio de Ochoa. A Elizardo lo metieron en una celda incomunicado durante 36 días y le condenaron a dos años de cárcel."
El 1 de diciembre de 1990, Amnistía Internacional verifica que Elizardo Sánchez sigue cumpliendo condena en la prisión de Aguica, cerca de Colón, Matanzas.
Tal y como reporta Amnistía Internacional, el 10 de diciembre de 1992, tras haber sido liberado de la condena anterior, "Elizardo Sánchez Santa Cruz, presidente de la Comisión Cubana de Derechos Humanos y Reconciliación Nacional, fue detenido por agentes de la Seguridad del Estado en el domicilio de un amigo y fue objeto de una fuerte paliza. Se lo llevaron a un hospital y después lo trasladaron a las dependencias del Departamento Técnico de Investigaciones. Las autoridades han reconocido que lo tenían en su poder con fines de investigación por presunta alteración del orden público."
Sobre este mismo incidente, el Relator Especial de las Naciones Unidas dio la siguiente versión: "Elizardo Sánchez Santa Cruz, Presidente de la Concertación Democrática Cubana, fue detenido el 10 de diciembre de 1992 por agentes de la Seguridad del Estado en La Habana quienes le propinaron gran cantidad de golpes además de ocasionar daños en la vivienda donde aquel se encontraba. A consecuencia de las heridas sufridas tuvo que ser conducido al hospital. Posteriormente, fue
trasladado al centro de detención del Departamento Técnico de Investigaciones situado en las calles Cien y Aldavoz. Fue
acusado de desorden público y puesto en libertad bajo fianza. Durante el año en curso, el Sr. Sánchez Santacruz fue detenido en otras dos ocasiones." A este mismo incidente se refieren las Naciones Unidas.
Según se cita, "Elizardo Sánchez Santa Cruz, presidente de la Comisión Cubana de Derechos Humanos y Reconciliación Nacional (CCDHRN), quedó en libertad condicional el 28 de diciembre de 1992 en espera de ser juzgado por un cargo de desacato en aplicación del artículo 144 del Código Penal Cubano. En el momento de su detención las autoridades confiscaron varios documentos en su domicilio, entre ellos un borrador de informe que Elizardo Sánchez Santa Cruz estaba preparando para el Relator Especial de las Naciones Unidas sobre Cuba. Al parecer todavía sufre los efectos de las duras palizas que recibió a manos de los agentes de la seguridad del Estado que le detuvieron y que estuvieron a punto de hacerle perder el sentido. La detención tuvo lugar el 10 de diciembre de 1992 (aniversario de la Declaración Universal de Derechos Humanos) en el domicilio de un amigo suyo en La Habana mientras tenía lugar un 'acto de repudio' frente a su casa. Después de ser trasladado al hospital pasó a la central del Departamento Técnico de Investigaciones (DTI) donde permaneció hasta que fue liberado.", según consta en el informe de Amnistía Internacional. Posteriormente fue liberado.
En 1994, Elizardo Sánchez sufrió un arresto domiciliario por "haberse encontrado en su posesión supuestamente
una cantidad de combustible superior a la legalmente permitida".
En enero, febrero, marzo y abril de 1995 el Relator Especial de la Comisión de Derechos Humanos de las Naciones Unidas reportó cómo Elizardo Sánchez sufrió hostigamiento, registros domiciliarios, amenazas, detención temporal, pérdida del puesto de trabajo u otro tipo de represalias igualmente por motivos vinculados al ejercicio de la libertad de expresión y asociación o debido a la discriminación por motivos políticos, así como vio denegada su autorización para visitar el Canadá en la primavera de 1995, o sufrió, el 1º de diciembre de 1995, un operativo policial impidió la celebración de una reunión de miembros de
Concilio Cubano en el Municipio La Lisa y detuvo a varios participantes.
En 2003, una vez más, también le fue negado el derecho a viajar. Documentado por Naciones Unidas, Elizardo Sánchez habrÌa sido invitado a participar en la conferencia bianual sobre defensores de los derechos humanos que organiza Frontline, una ONG con sede en DublÌn (Irlanda) que trabaja en la defensa de los defensores de los derechos humanos. La conferencia debería celebrarse entre el 10 y el 12 de septiembre de 2003 en Dublín. A pesar de haber cursado todas las solicitudes y reservas de vuelo, a última hora le fue denegado el derecho a viajar. El 6 de octubre de 2003, el Gobierno respondió a la comunicación enviada por la Representante Especial sobre Elizardo Sánchez Santa Cruz. El Gobierno entregó un ejemplar de un libro titulado "El Camaján" (un apodo que las autoras le crean a Elizardo Sánchez) escrito por dos periodistas cubanas, lo cual manifestó que la única intención política de Elizardo Sánchez Santa Cruz era la del dinero y de la ganancia. Según el libro, las invitaciones, las giras internacionales, los premios y sus contactos con organizaciones de derechos humanos sirvieron solo para ganar favores y recursos. Señaló que la misión de Elizardo Sánchez Santa Cruz era entregar información falsa o manipulada y así transmitir preocupaciones y ganar el favor de la sociedad norteamericana.
Elizardo Sánchez fue nombrado en febrero de 2013 miembro del Consejo Coordinador de la Unión Patriótica de Cuba (UNPACU).